# Steven Hewitt
Steven "Steve" Hewitt, född 22 mars 1971 i Manchester, Storbritannien, är en engelsk musiker och var fram till 2007 trummis i bandet Placebo. Han var tidigare medlem i bandet Breed. Hewitt anslöt till Placebo efter utgivningen av gruppens första skiva.